# Karangharja (Pagelaran)
Karangharja is een bestuurslaag in het regentschap Cianjur van de provincie West-Java, Indonesië. Karangharja telt 2743 inwoners (volkstelling 2010).